# Antoine de Courtin
Pour les articles homonymes, voir Courtin.
Antoine de Courtin, né le 27 février 1622 à Riom et mort le 5 septembre 1685 à Paris, est un diplomate et homme de lettres français, connu notamment pour son Nouveau traité de la civilité.

## Biographie
Antoine Courtin est né en Auvergne, à Riom, dans le milieu des hommes de loi : son grand-père paternel était notaire royal à Combronde, son père avait acheté une charge de greffier en chef au bureau des finances de la généralité de Riom (entré en fonction en 1619) ; sa mère, Madeleine Delalande, était la fille d'un marchand et consul de Riom.
Il accompagne l'ambassadeur Pierre Chanut en Suède. Il se fait apprécier de la reine Christine de Suède et devient son secrétaire. Par la suite, il est nommé par le roi Charles Gustave envoyé extraordinaire de Suède en France. À la mort du roi, en 1660, il quitte le service de la Suède et Louis XIV le nomme résident général auprès des princes et États du Nord. En 1676-1677, il est chargé d'une ambassade en Angleterre auprès de Charles II.
En 1651, il est anobli par la reine Christine ; elle l'autorise à compléter ses armes familiales d'une bordure aux armes de Suède et lui donne une seigneurie qui prit le nom de Courtin.

## Œuvres
- Traité du véritable point d'honneur ou la Science du monde, Rouen, Claude La Peyre, 1665.
- Nouveau traité de la civilité qui se pratique en France parmi les honnestes gens, Paris, H. Josset, 1671, 175 p. (lire en ligne)
- Nouveau traité de la civilité qui se pratique en France parmi les honnestes gens / Ein Neu Tractätlein von der Höfflichkeit  So in Franckreich Under Verständigen Leuthen im Gebrauch ist / Tractatvs Novvs de Civilitate usitata In Gallia, Inter Homines Politos, Basel, in Verlegung Joh. Herman Widerholds, 1671, 245 p. (lire en ligne)
- Traité de la paresse ou l'art de bien employer le temps, Paris, Josset, 1673[4].
- Traité de la jalousie ou moyens d'entretenir la paix dans le mariage, Paris, Josset, 1682[5].
- L'esprit du Saint-Sacrifice de l'autel, 1688.
- L'Art de devenir éloquent.
- Traduction française de Grotius, Droit de la guerre et de la paix, Paris, 1687, 2 vol.